# Emmanuel Candès

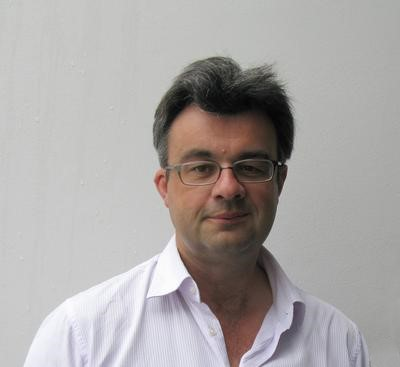
Emmanuel Candès

Emmanuel Jean Candès (* 1970 in Paris) ist ein französisch-US-amerikanischer Mathematiker. Er ist Professor an der Stanford University. Candès machte 1993 seinen Abschluss an der École polytechnique, erhielt 1994 sein Diplom in angewandter Mathematik an den Universitäten Paris VI und IX und wurde 1998 bei David Donoho an der Stanford University in Statistik promoviert (Ridgelets: Theory and Applications). Danach war er dort bis 2000 Assistant Professor in Statistik und wurde danach Professor für Angewandte und Numerische Mathematik am Caltech (ab 2006 Ronald and Maxine Linde Professor). Seit 2009 ist er wieder in Stanford.
Er befasste sich mit numerischer harmonischer Analyse, Multiskalen-Analyse, Approximationstheorie, statistischer Schätzung und Mustererkennung, Signalverarbeitung, inversen Problemen und wissenschaftlichem Rechnen (Scientific Computing) sowie mit Informatik, mathematischer Optimierung und Informationstheorie.
Mit L. Demanet entwickelte er eine schnelle numerische Methode für Wellenausbreitungsprobleme, die erste solche Methode von linearer Komplexität.
In seiner Dissertation verallgemeinerte er die Wavelet-Theorie auf Curvelets und Ridgelets.
Mit Terence Tao begründete er 2004 das Forschungsfeld des Compressed Sensing, der Rekonstruktion von Bildern aus wenigen zufällig angeordneten gemessenen Signalen.
2001 erhielt er den Vasil A. Popov Preis in Approximationstheorie und war Sloan Research Fellow. 2005 erhielt er den James-H.-Wilkinson-Preis der SIAM für Numerische Mathematik und 2006 die Alan T. Waterman Medal der National Science Foundation, 2010 erhielt er den George-Pólya-Preis mit Terence Tao, 2011 den Collatz-Preis der GAMM, 2012 den Lagrange-Preis für Stetige Optimierung und 2013 den Dannie-Heineman-Preis der Göttinger Akademie der Wissenschaften. Ferner wurde er 2014 in die American Academy of Arts and Sciences und die National Academy of Sciences aufgenommen. 2015 erhielt er den George-David-Birkhoff-Preis. 2017 erhielt er eine MacArthur Fellowship. Er ist Fellow der American Mathematical Society. 2020 wurde er mit dem Prinzessin-von-Asturien-Preis in der Kategorie „Wissenschaft“ ausgezeichnet. Für 2021 wurde Candès die IEEE Jack S. Kilby Signal Processing Medal zugesprochen.
Er wurde als Plenarsprecher auf dem Internationalen Mathematikerkongress 2014 in Seoul ausgewählt (Mathematics of sparsity (and a few other things)).